# Lijst van rijksmonumenten in Enschede (plaats)
De stad Enschede telt 60 inschrijvingen in het rijksmonumentenregister. Hieronder een overzicht.
| Object                                                                                                 | Oorspronkelijke functie?  | Bouwjaar                                                         | Architect                                                                        | Locatie                                | Coördinaten?                  | Nr.?   | Afbeelding                                                                                             |
| --- | ------------------------- | ---------------------------------------------------------------- | -------------------------------------------------------------------------------- | -------------------------------------- | ----------------------------- | ------ | --- |
| Bakhuis op plint van Bentheimer steen                                                                  | Boerderij                 |                                                                  |                                                                                  | Engerinksweg 125                       | 52° 12' 14" NB, 6° 54' 20" OL | 15288  | Meer afbeeldingen                                                                                      |
| Bij de ingang van de begraafplaats twee hekpijlers van Bentheimer steen                                | Begraafplaats en -onderdl | 17e eeuw                                                         |                                                                                  | Espoortstraat tegenover 163            | 52° 13' 9" NB, 6° 54' 15" OL  | 15290  | Meer afbeeldingen                                                                                      |
| Fabriekscomplex Jannink                                                                                | Industrie                 | 1900                                                             |                                                                                  | Haaksbergerstraat 147                  | 52° 12' 49" NB, 6° 53' 11" OL | 15299  | Meer afbeeldingen                                                                                      |
| Zwartkate                                                                                              | Boerderij                 | 1798 (jaartalankers)                                             |                                                                                  | Holzikweg 50                           | 52° 11' 48" NB, 6° 54' 26" OL | 15300  | Zwartkate                                                                                              |
| Elderinkshuis                                                                                          | Woonhuis                  | 1783                                                             |                                                                                  | De Klomp 35                            | 52° 13' 11" NB, 6° 54' 1" OL  | 15301  | Meer afbeeldingen                                                                                      |
| Joodse begraafplaats                                                                                   | Begraafplaats en -onderdl |                                                                  |                                                                                  | Kneedweg bij 78                        | 52° 13' 10" NB, 6° 54' 40" OL | 15302  | Meer afbeeldingen                                                                                      |
| Janninkshuis                                                                                           | Woonhuis                  | ca. 1800                                                         |                                                                                  | Langestraat 41                         | 52° 13' 10" NB, 6° 53' 45" OL | 15303  | Meer afbeeldingen                                                                                      |
| Grote Kerk                                                                                             | Kerk en kerkonderdeel     | Rond 1200                                                        |                                                                                  | Oude Markt tegenover 31                | 52° 13' 14" NB, 6° 53' 45" OL | 15307  | Meer afbeeldingen                                                                                      |
| Toren Grote Kerk                                                                                       | Kerk en kerkonderdeel     | 13e eeuw (bouw) 1480 (verhoogd) 1862 (hersteld) ca. 1927 (rest.) |                                                                                  | Oude Markt tegenover 31                | 52° 13' 15" NB, 6° 53' 44" OL | 15309  | Meer afbeeldingen                                                                                      |
| Stroink                                                                                                | Boerderij                 |                                                                  |                                                                                  | Stroinksweg 88 (bij)                   | 52° 11' 12" NB, 6° 53' 31" OL | 15316  | Stroink                                                                                                |
| Martenboer                                                                                             | Boerderij                 | 1887 (jaartalankers)                                             |                                                                                  | Otto van Taverenstraat 92              | 52° 13' 30" NB, 6° 51' 60" OL | 15318  | Martenboer                                                                                             |
| Het Elferink: vrijstaande stenen schuur gedekt door een met pannen belegd zadeldak                     | Boerderij                 | ca. 1860                                                         |                                                                                  | Zweringhoekweg 45                      | 52° 12' 38" NB, 6° 51' 19" OL | 335533 | Meer afbeeldingen                                                                                      |
| Zwerfsteen in tuin; scheiding tussen Lonneker- en Esmarke.                                             | Grensafbakening           |                                                                  |                                                                                  | Deurningerstraat bij 401               | 52° 14' 10" NB, 6° 53' 4" OL  | 46608  | Upload foto                                                                                            |
| Boerderij " 't Elferink"                                                                               | Boerderij                 | 18e/19e/20e eeuw                                                 |                                                                                  | Zweringhoekweg 45                      | 52° 12' 38" NB, 6° 51' 19" OL | 46611  | Meer afbeeldingen                                                                                      |
| De Tol: tennishuisje                                                                                   | Sport en recreatie        | 1923                                                             |                                                                                  | Hengelosestraat 704                    | 52° 14' 32" NB, 6° 50' 26" OL | 510558 | Upload foto                                                                                            |
| Toegangshek                                                                                            | Erfscheiding              | 1927                                                             |                                                                                  | Noord Esmarkerrondweg 413              | 52° 13' 16" NB, 6° 55' 42" OL | 510582 | Toegangshek                                                                                            |
| Aula op vierkante plattegrond onder een achtzijdig met koper gedekt koepeldakje                        | Begraafplaats en -onderdl | 1898                                                             |                                                                                  | Noord Esmarkerrondweg 413              | 52° 13' 16" NB, 6° 55' 42" OL | 510583 | Meer afbeeldingen                                                                                      |
| Gedenknaald G.J. van Heek                                                                              | Gedenkteken               | 1922                                                             | Leendert Maurits van Tetterode                                                   | Minister de Savornin Lohmanlaan bij 15 | 52° 13' 44" NB, 6° 53' 4" OL  | 510592 | Meer afbeeldingen                                                                                      |
| Van Heekpark/Van Lochemsbleekpark                                                                      | Tuin, park en plantsoen   | 1908-1918                                                        |                                                                                  | Minister de Savornin Lohmanlaan bij 15 | 52° 13' 44" NB, 6° 53' 4" OL  | 510593 | Meer afbeeldingen                                                                                      |
| Sint-Jacobuskerk                                                                                       | Kerk en kerkonderdeel     | 1931                                                             | H.W. Valk en J.M. Sluymer                                                        | Oude Markt 1                           | 52° 13' 12" NB, 6° 53' 42" OL | 510596 | Meer afbeeldingen                                                                                      |
| Koetshuis annex woonhuis                                                                               | Opslag                    | 1889                                                             | G. Beltman                                                                       | Walstraat 10                           | 52° 13' 9" NB, 6° 53' 42" OL  | 510597 | Koetshuis annex woonhuis                                                                               |
| Stadhuis van Enschede                                                                                  | Bestuursgebouw en onderdl | 1930-1933                                                        | G. Friedhoff                                                                     | Langestraat 24                         | 52° 13' 10" NB, 6° 53' 48" OL | 510599 | Meer afbeeldingen                                                                                      |
| Voormalige fabrieksschool                                                                              | Industrie                 | 1872                                                             |                                                                                  | Noorderhagen 13                        | 52° 13' 19" NB, 6° 53' 39" OL | 510600 | Voormalige fabrieksschool                                                                              |
| Klooster Dolphia                                                                                       | Klooster, kloosteronderdl | 1936-1937                                                        | M. van Beek                                                                      | Gronausestraat 710                     | 52° 12' 59" NB, 6° 56' 45" OL | 510606 | Meer afbeeldingen                                                                                      |
| Twee grenspalen nr848                                                                                  | Grensafbakening           | 1850                                                             |                                                                                  | Gronausestraat ongenum. (bij)          | 52° 12' 55" NB, 6° 58' 24" OL | 510608 | Twee grenspalen nr848                                                                                  |
| Walmink                                                                                                | Kasteel, buitenplaats     | 1938                                                             |                                                                                  | Knalhutteweg 125                       | 52° 11' 52" NB, 6° 53' 55" OL | 510611 | Walmink                                                                                                |
| Korte Hengelosestraat 1, voormalig warenhuis V&D                                                       | Winkel                    | 1920-1940                                                        | Jan Kuyt                                                                         | Korte Hengelosestraat 1at/m d          | 52° 13' 16" NB, 6° 53' 33" OL | 510612 | Meer afbeeldingen                                                                                      |
| Voormalige kantoor van de Twentsche Bank                                                               | Handel en kantoor         | 1908                                                             |                                                                                  | Hoedemakerplein 1                      | 52° 13' 14" NB, 6° 53' 30" OL | 510613 | Voormalige kantoor van de Twentsche Bank                                                               |
| Bankgebouw                                                                                             | Handel en kantoor         | 1929                                                             | Jan Gratama                                                                      | Piet Heinstraat 4                      | 52° 13' 16" NB, 6° 53' 28" OL | 510614 | Meer afbeeldingen                                                                                      |
| Vrijstaand herenhuis                                                                                   | Woonhuis                  | 1907                                                             |                                                                                  | Piet Heinstraat 1                      | 52° 13' 16" NB, 6° 53' 26" OL | 510615 | Meer afbeeldingen                                                                                      |
| Herenhuis De Stadsweide                                                                                | Woonhuis                  | 1905                                                             |                                                                                  | Ripperdastraat 8                       | 52° 13' 7" NB, 6° 53' 24" OL  | 510616 | Herenhuis De Stadsweide                                                                                |
| De Maere                                                                                               | Onderwijs en wetenschap   | 1922                                                             | W.K. de Wijs                                                                     | Ariensplein 3                          | 52° 13' 9" NB, 6° 53' 20" OL  | 510617 | Meer afbeeldingen                                                                                      |
| Herenhuis                                                                                              | Woonhuis                  | 1915                                                             |                                                                                  | Maarten Harpertsz Tromplaan 9          | 52° 13' 13" NB, 6° 53' 22" OL | 510618 | Meer afbeeldingen                                                                                      |
| Huize de Groote Schuur: herenhuis                                                                      | Woonhuis                  | 1912                                                             | G. Beltman                                                                       | Maarten Harpertsz Tromplaan 23         | 52° 13' 12" NB, 6° 53' 15" OL | 510619 | Meer afbeeldingen                                                                                      |
| De Stadsweide                                                                                          | Onderwijs en wetenschap   | 1913                                                             |                                                                                  | Prinsestraat 10                        | 52° 13' 6" NB, 6° 53' 9" OL   | 510623 | Meer afbeeldingen                                                                                      |
| Synagoge                                                                                               | Synagoge                  | 1927-1928                                                        | Anthonie Pieter Smits Cornelis van de Linde gebaseerd op plan van Karel de Bazel | Prinsestraat 14                        | 52° 13' 5" NB, 6° 53' 10" OL  | 510624 | Meer afbeeldingen                                                                                      |
| Sonnevanck                                                                                             | Woonhuis                  | 1911                                                             |                                                                                  | Ariensplein 2                          | 52° 13' 10" NB, 6° 53' 15" OL | 510625 | Sonnevanck                                                                                             |
| Algemene Oosterbegraafplaats                                                                           | Begraafplaats en -onderdl | 1898                                                             | H.F. Hartogh Heys                                                                | Noord Esmarkerrondweg 407              | 52° 13' 24" NB, 6° 55' 46" OL | 510626 | Meer afbeeldingen                                                                                      |
| Lasonderkerk                                                                                           | Kerk en kerkonderdeel     | 1927                                                             |                                                                                  | Lasondersingel 102                     | 52° 13' 37" NB, 6° 53' 43" OL | 510627 | Meer afbeeldingen                                                                                      |
| Theekoepel                                                                                             | Tuin, park en plantsoen   | ca. 1913                                                         |                                                                                  | Staringstraat 33                       | 52° 13' 33" NB, 6° 53' 55" OL | 510628 | Upload foto                                                                                            |
| Het Witte Huis                                                                                         | Woonhuis                  | 1907                                                             |                                                                                  | Oldenzaalsestraat 125                  | 52° 13' 34" NB, 6° 53' 58" OL | 510629 | Meer afbeeldingen                                                                                      |
| Sint-Jozefkerk                                                                                         | Kerk en kerkonderdeel     | 1893-1894                                                        |                                                                                  | Oldenzaalsestraat 115                  | 52° 13' 28" NB, 6° 53' 55" OL | 510630 | Meer afbeeldingen                                                                                      |
| Herenhuis met artsenpraktijk                                                                           | Werk-woonhuis             | 1930                                                             |                                                                                  | Kortenaerstraat 3                      | 52° 13' 4" NB, 6° 53' 1" OL   | 510632 | Herenhuis met artsenpraktijk                                                                           |
| Monumentaal vrijstaand herenhuis in neoclassicistische bouwstijl                                       | Woonhuis                  | 1902                                                             | Karel Muller                                                                     | Hengelosestraat 40                     | 52° 13' 26" NB, 6° 53' 24" OL | 510633 | Meer afbeeldingen                                                                                      |
| Herenhuis gebouwd als dokterswoning met aangebouwde praktijk                                           | Woonhuis                  | 1892                                                             | W.K. de Wijs (verbouwing)                                                        | Hengelosestraat 42                     | 52° 13' 25" NB, 6° 53' 22" OL | 510634 | Meer afbeeldingen                                                                                      |
| De Wigwam                                                                                              | Woonhuis                  | 1928                                                             |                                                                                  | Boddenkampsingel 40                    | 52° 13' 35" NB, 6° 53' 1" OL  | 510635 | Meer afbeeldingen                                                                                      |
| Herenhuis gebouwd in Engelse landhuisstijl in de traditie van de Engelse architecten Voysey en Lutyens | Woonhuis                  | 1930                                                             | W. van der Leck                                                                  | Marthalaan 12                          | 52° 13' 7" NB, 6° 54' 50" OL  | 510636 | Herenhuis gebouwd in Engelse landhuisstijl in de traditie van de Engelse architecten Voysey en Lutyens |
| Gedenkzuil H.J. van Heek in het Volkspark                                                              | Gedenkteken               | 1874                                                             |                                                                                  | Parkweg (Volkspark) ongd               | 52° 13' 7" NB, 6° 52' 40" OL  | 510637 | Meer afbeeldingen                                                                                      |
| School met de Bijbel                                                                                   | Onderwijs en wetenschap   | 1931                                                             |                                                                                  | Elshofplein 7                          | 52° 13' 48" NB, 6° 54' 24" OL | 510638 | School met de Bijbel                                                                                   |
| Vrijstaand herenhuis                                                                                   | Woonhuis                  | 1921                                                             |                                                                                  | Kortenaerstraat 71                     | 52° 13' 15" NB, 6° 53' 1" OL  | 510639 | Vrijstaand herenhuis                                                                                   |
| Rijksmuseum Twenthe                                                                                    | Welzijn, kunst en cultuur | 1929                                                             | A.K. Beudt en K.J. Muller                                                        | Lasondersingel 129                     | 52° 13' 40" NB, 6° 53' 49" OL | 510640 | Meer afbeeldingen                                                                                      |
| Pastorie NH gemeente                                                                                   | Kerkelijke dienstwoning   | 1923                                                             | Huijgens                                                                         | Thorbeckelaan 20                       | 52° 13' 32" NB, 6° 52' 39" OL | 510641 | Pastorie NH gemeente                                                                                   |
| Voormalig hoofdverdeel- en regelstation                                                                | Nutsbedrijf               | 1927                                                             | Gemeentewerken van Enschede                                                      | Hengelosestraat 221                    | 52° 13' 42" NB, 6° 52' 29" OL | 510642 | Voormalig hoofdverdeel- en regelstation                                                                |
| De Aesch                                                                                               | Woonhuis                  | 1911                                                             |                                                                                  | Gronausestraat 31                      | 52° 13' 6" NB, 6° 54' 52" OL  | 510643 | De Aesch                                                                                               |
| Villa Schuttersveld                                                                                    | Kasteel, buitenplaats     | 1834                                                             |                                                                                  | Hengelosestraat 113                    | 52° 13' 27" NB, 6° 53' 2" OL  | 511833 | Meer afbeeldingen                                                                                      |
| Villa Schuttersveld: Tuinaanleg                                                                        | Tuin, park en plantsoen   | 1800-1830                                                        |                                                                                  | Hengelosestraat 111                    | 52° 13' 27" NB, 6° 53' 0" OL  | 511835 | Meer afbeeldingen                                                                                      |
| Villa Schuttersveld: Koetshuis                                                                         | Bijgebouwen kastelen enz. | 1980-1985                                                        |                                                                                  | Hengelosestraat 111                    | 52° 13' 26" NB, 6° 53' 4" OL  | 511852 | Meer afbeeldingen                                                                                      |
| Villa Schuttersveld: Dienstwoningen                                                                    | Bijgebouwen kastelen enz. | 1880-1900                                                        |                                                                                  | Hengelosestraat 107                    | 52° 13' 27" NB, 6° 53' 6" OL  | 511853 | Meer afbeeldingen                                                                                      |
| Villa Schuttersveld: Hek                                                                               | Tuin, park en plantsoen   | 1800-1900                                                        |                                                                                  | Hengelosestraat 113                    | 52° 13' 27" NB, 6° 53' 0" OL  | 511854 | Meer afbeeldingen                                                                                      |
| Villa Schuttersveld: Koude bakken                                                                      | Tuin, park en plantsoen   | 1850-1900                                                        |                                                                                  | Hengelosestraat 111                    | 52° 13' 25" NB, 6° 53' 3" OL  | 511855 | Meer afbeeldingen                                                                                      |